# Gabriel Hachen
Gabriel Alejandro Hachen (Rosario, 16 ottobre 1990) è un calciatore argentino, attaccante del San Martín (T).

## Palmarès

### Club

#### Competizioni nazionali
- Campionato argentino: 1

Newell's Old Boys: Final 2013

#### Competizioni internazionali
- Coppa Sudamericana: 1

Defensa y Justicia: 2020
- Recopa Sudamericana: 1

Defensa y Justicia: 2021